# Rostronitschkia
Rostronitschkia är ett släkte av svampar. Rostronitschkia ingår i familjen Diatrypaceae, ordningen kolkärnsvampar, klassen Sordariomycetes, divisionen sporsäcksvampar och riket svampar.
|                 | Eutypa                                       |
|                 |                                              |
|                 | Diatrype                                     |
|                 |                                              |
|                 | Cryptosphaeria                               |
|                 |                                              |
|                 | Anthostoma                                   |
|                 |                                              |
|                 | Diatrypella                                  |
|                 |                                              |
|                 | Libertella                                   |
|                 |                                              |
|                 | Eutypella                                    |
|                 |                                              |
|                 | Peroneutypa                                  |
|                 |                                              |
|                 | Quaternaria                                  |
|                 |                                              |
|                 | Endoxylina                                   |
|                 |                                              |
|                 | Fassia                                       |
|                 |                                              |
|                 | Dothideovalsa                                |
|                 |                                              |
| Rostronitschkia | \| \| Rostronitschkia nervincola \| \| \| \| |
|                 | \| \| Rostronitschkia nervincola \| \| \| \| |
|                 | Leptoperidia                                 |
|                 |                                              |
|                 | Echinomyces                                  |
|                 |                                              |
|                 | Pogonospora                                  |
|                 |                                              |
|                 | Rostronitschkia nervincola                   |
|                 |                                              |

|  | Rostronitschkia nervincola |
|  |                            |